# Эрзурум (ил)
Эрзурум (тур. Erzurum; арм. Էրզրում) — ил (провинция) на северо-востоке Турции. Административный центр — город Эрзурум.

## География
Ил Эрзурум граничит с илами: на востоке — Агры и Карс, на севере — Ардахан, Артвин и Ризе, на западе — Байбурт и Эрзинджан, на юге — Бингёль и Муш.
Территория ила относится к бассейнам Персидского залива (составляющие Евфрата: Карасу, притоки Мурата), Чёрного (верховья Чороха) и Каспийского (верховья Аракса) морей.

## История
В древности город именовался названием Карин и был важным культурным центром Армянского царства. В 502 году город временно находился во власти персов, точно так же, как и в конце VI века, когда значительная часть его жителей была переселена в Хамадан.
В 647 году арабы во главе с Хабибом завоевывают город, после чего последний селит в городе 2000 арабов, с которыми неоднократно вступали в борьбу греки, но вскоре после 1000 года город последними окончательно оставлен.
В 1201 году Эрзурум был взят сельджуками, а в 1247 году достался монголам.
В 1472 году он перешёл под персидское владычество, а в 1522 году областью этой овладели турки. Вследствие победы русских, под начальством Паскевича, над турками на Эрзурумской равнине (в июле 1829 года) пашалык Эрзурум, вместе с главным городом, оплотом Турции со стороны России и Персии, оказался во власти России, но по Адрианопольскому миру (сентябрь 1829 года) был возвращен султану.
В 1877 году Мухтар-паша, разбитый в сражении на Аладжинских высотах, отступил за Саганлугский хребет, преследуемый отрядом генерала Геймана, который 23 октября снова нанес поражение туркам у Деве-Бойну. Последние быстро отступили в Эрзурум; попытка овладеть крепостью посредством нечаянного нападения не удалась. Отряд Геймана расположился на зимних квартирах в окрестностях крепости. На основании заключенного в 1878 году мира Эрзурум был захвачен в феврале русскими войсками, но по Берлинскому трактату возвращен Турции.
В 1916 году во время Первой мировой войны город с апреля 1916 до лета 1917 года захватывался русскими войсками Кавказского фронта.
Стал одним из центров турецкого национального движения в 1919—1920 гг. Второй крупнейший город после Стамбула Эрзурум активно выдвигался в политических кругах на роль новой столицы Турции.

## Население
По данным переписи Константинопольского патриархата, опубликованным в 1912 году, на территории ила проживало 138 526 армян, насчитывалось 302 армянские деревни, 211 действующих армянских церквей и 34 обитаемых монастыря, в 211 армянских школ обучалось 13 769 школьников.
Всё армянское население, составлявшее в 1878 году 64,5 % населения на территории ила (78 % в 1829 году), было депортировано в период Первой мировой войны и частью убито. Почти все церкви и монастыри были уничтожены на протяжении всего XX века.
Население — 937 389 жителей (2009).
Крупнейший город — Эрзурум (361 тыс. в 2000 году).

## Административное деление

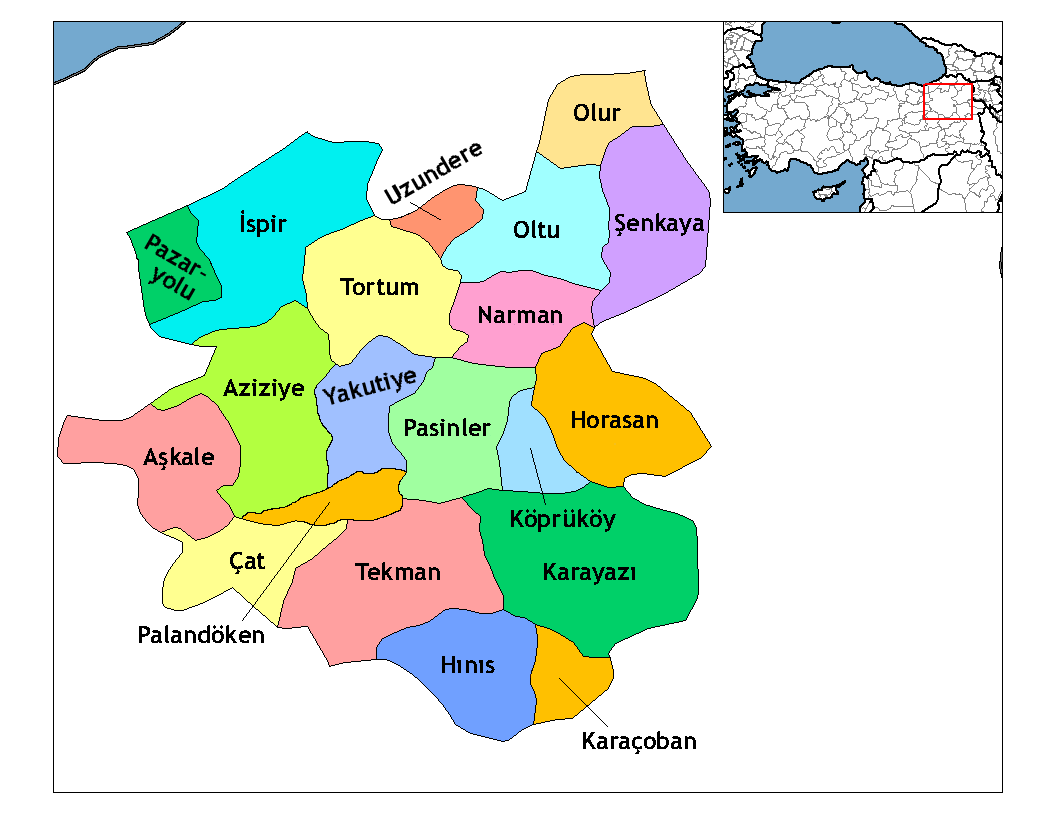

Ил Эрзурум делится на 19 районов:
1. Ашкале (Aşkale)
2. Чат (Çat)
3. Эрзурум (Erzurum)
4. Хыныс (Hınıs)
5. Хорасан (Horasan)
6. Азизие (Ilıca)
7. Испир (İspir)
8. Карачобан (Karaçoban)
9. Караязы (Karayazı)
10. Кёпрюкёй (Köprüköy)
11. Нарман (Narman)
12. Олту (Oltu)
13. Олур (Olur)
14. Пасинлер (Pasinler)
15. Пазарьёлу (Pazaryolu)
16. Шенкая (Şenkaya)
17. Текман (Tekman)
18. Тортум (Tortum)
19. Узундере (Uzundere)

## Достопримечательности
- Старинный грузинский монастырь Ошки